# Joseph Bennett
Pour les articles homonymes, voir Bennett.
Cet article possède un paronyme, voir Joe Bennett.
Joseph "Joe" Bennett est un acteur américain né le 28 août 1894 à Los Angeles (Californie) et mort le 3 décembre 1931 à Hollywood (Californie).

## Filmographie
- 1917 : Indiscreet Corinne de John Francis Dillon : Rocky Van Sandt
- 1918 : The Grey Parasol de Lawrence C. Windom : Edward Burnham
- 1918 : The Love Brokers de E. Mason Hopper : Peter Ladislaw
- 1918 : Limousine Life de John Francis Dillon : Jed Bronson
- 1918 : The Reckoning Day de Roy Clements
- 1918 : Crown Jewels de Roy Clements : Kenneth Grey
- 1918 : The Last Rebel de Gilbert P. Hamilton : Jack Batesford
- 1918 : Another Foolish Virgin de E. Mason Hopper
- 1918 : Faith Endurin' de Cliff Smith : Vic Dryer
- 1918 : The Golden Fleece de Gilbert P. Hamilton : Jason
- 1918 : Marked Cards de Henri D'Elba : Don Jackson
- 1919 : Man's Desire de Lloyd Ingraham : Bob Denton
- 1919 : The Feud de Edward LeSaint : Cal Brown
- 1920 : Their Mutual Child de George L. Cox : un avocat
- 1920 : Youths Desire : Bud Wise
- 1920 : The Gamesters de George L. Cox : Harvey Blythe
- 1920 : The Terror de Jacques Jaccard : Phil Harland
- 1921 : Love Never Dies de King Vidor : Joel Eperson
- 1921 : A Daughter of the Law de Jack Conway :Eddie Hayes
- 1921 : The Home Stretch de Jack Nelson : Hi Simpkins
- 1921 : The Night Horsemen de Lynn Reynolds : Dr. Byrne
- 1922 : Elope If You Must de C. R. Wallace : Willie Weems
- 1924 : Breed of the Border de Harry Garson : Red Lucas
- 1924 : Barbara Frietchie de Lambert Hillyer : Jack Negly
- 1924 : Flashing Spurs de B. Reeves Eason : Butch Frazier
- 1924 : Trigger Fingers (en) de B. Reeves Eason : Bob Murtison
- 1925 : Cold Nerve de J. P. McGowan
- 1926 : The Valley of Hell de Cliff Smith
- 1926 : The Sign of the Claw de B. Reeves Eason : Jimmie Bryson
- 1926 : The Man in the Shadow de David M. Hartford : Dallis Alvoid
- 1927 : Straight Shootin' de William Wyler : Tom Hale
- 1927 : God's Great Wilderness de David M. Hartford : Dick Stoner
- 1927 : Men of Daring de Albert S. Rogell : David Owen
- 1927 : Three Miles Up de Bruce M. Mitchell : Garrett
- 1927 : Wolf's Trail de Francis Ford : Bert Farrel
- 1927 : Somewhere in Sonora de Albert S. Rogell : Bart Leadley
- 1928 : Vultures of the Sea de Richard Thorpe : le muet
- 1928 : Won in the Clouds de Bruce M. Mitchell : "Portuguese Jack" Woods
- 1928 : Le Pâtre des collines (The Shepherd of the Hills) de Albert S. Rogell  : Ollie
- 1929 : After the Fog de Leander De Cordova : Bill Reynolds
- 1929 : The Lariat Kid de B. Reeves Eason : Pecos Kid